# Corvinelle à bec jaune
Lanius corvinus
Espèce
Statut de conservation UICN

 LC  : Préoccupation mineure

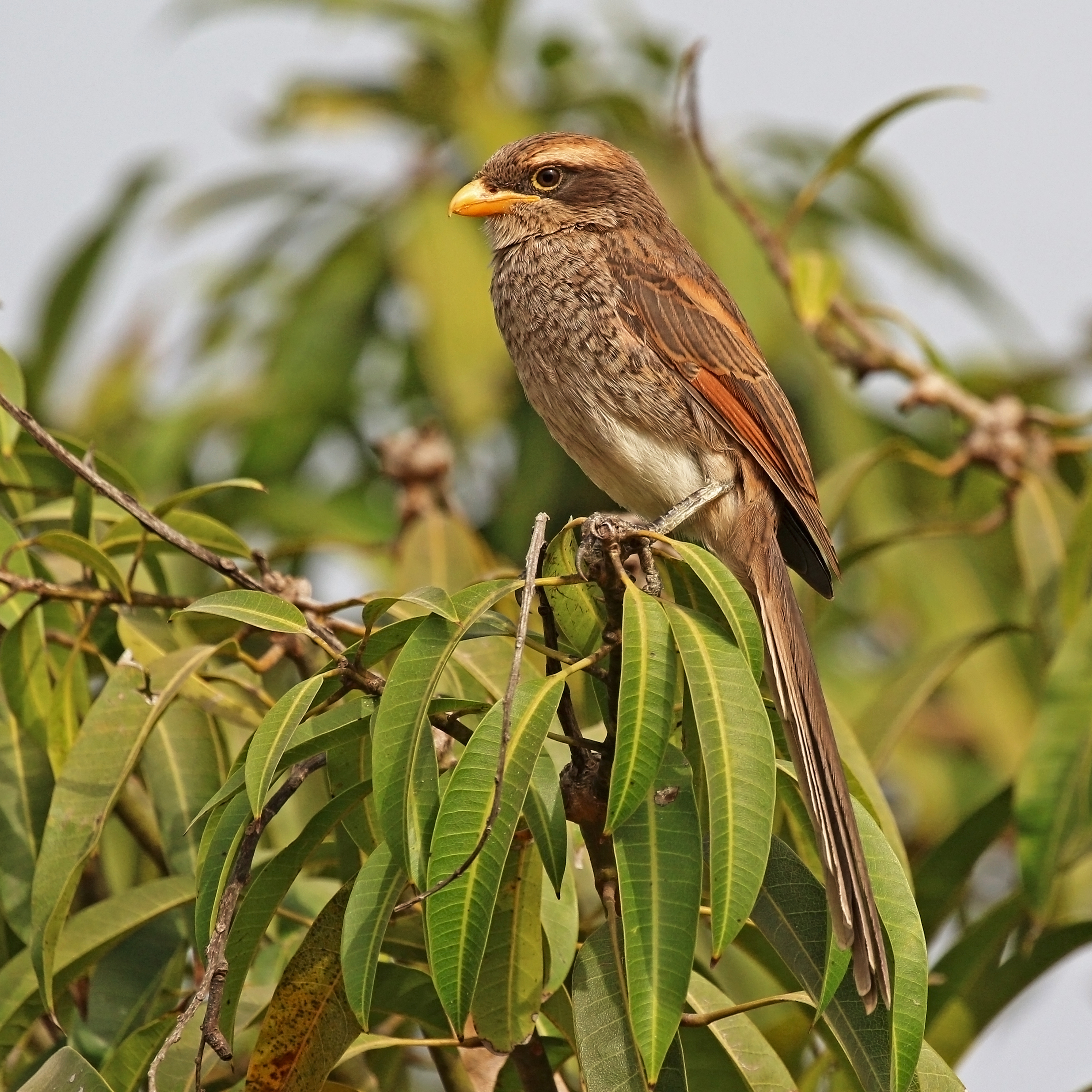
Jeune corvinelle.

La Corvinelle à bec jaune (Lanius corvinus) est une espèce de petits passereaux de la famille des Laniidae.
Son aire s'étend à travers le Soudan (région) et régions adjacentes.

## Sous-espèces
Selon la classification de référence du Congrès ornithologique international (14.2, 2024) (ordre phylogénique) :
- Lanius corvinus corvinus Shaw, 1809 — nord du Soudan ;
- Lanius corvinus togoensis Neumann, 1900) — sud du Soudan;
- Lanius corvinus affinis (Hartlaub, 1857) — est du Sudan.